# Echinopora taylorae
Echinopora taylorae är en korallart som beskrevs av Veron 2002. Echinopora taylorae ingår i släktet Echinopora och familjen Faviidae. IUCN kategoriserar arten globalt som nära hotad. Inga underarter finns listade i Catalogue of Life.